# Max Planck
Max Karl Ernst Ludwig Planck, nemški fizik, * 23. april 1858, Kiel, Schleswig, Kraljevina Danska (sedaj Nemčija) † 4. oktober 1947, Göttingen, zasedena Nemčija.

## Življenje in delo
Planck velja za enega najpomembnejših nemških fizikov poznega 19. in zgodnjega 20. stoletja. Po končani srednji šoli v Münchnu je študiral pri Helmholtzu in Kirchhoffu v Berlinu. Doktoriral je tudi v Münchnu, zaposlil pa se je leta 1885 kot profesor za teoretično fiziko na Humboldtovi univerzi v Berlinu.
Spočetka se je ukvarjal s termodinamiko. Prvi zakon termodinamike je bil že splošno znan, drugega zakona pa večina fizikov ni docela razumela. Poudaril je, da za ireverzibilno spremembo ni značilno to, da ne more potekati v obrnjeni smeri, temveč to, da po njej nikakor ne moremo vzpostaviti razmer, kakršne so bile pred njo. Z raziskovanjem entropijskega zakona je nadaljeval in izpeljal vrsto enačb za kemične reakcije za disociacijo plinov ter za razredčene raztopine. Tako se je spoznal z fizikom Ostwaldom, in kasneje sta s še ostalimi fiziki trdila, da atomi ne obstajajo. Nastal je spor z zagovorniki obstoja atomov, ki se je dokončno polegel šele na začetku 20. stoletja.
Proti koncu 19. stoletja ga je pritegnila nova snov, in sicer sevanje črnega telesa. Njegov model so kot prvega uporabnega izdelali na berlinski univerzi in z njim točno merili sevanje. Preprosto rečeno: črno telo vse vpadlo (absorbirano) sevanje vpije in pri dani temperaturi od vseh teles najmočneje seva. Za to sevanje velja Stefan-Boltzmannov zakon. V zvezi s to temo se je začel ukvarjati s spektralno gostoto ter jo po neuresničenih pričakovanjih začel raziskovati še s stališča entropijskega zakona termodinamike. Pri enačbi za spektralno gostoto je izhajal iz nekega izraza, ki je zadeval entropijo in ki je veliko naravneje pripeljal do nove spektralne gostote. Tako je nastal Planckov zakon.
Že Boltzmann je odkril zvezo med entropijo in verjetnostjo. Da bi Planck smiselno izrazil verjetnost, je moral vpeljati poleg prve še drugo. Leta 1918 je prejel Nobelovo nagrado za fiziko za vloženo delo v napredek fizike z odkritjem energijskih kvantov. S tem  se je pričelo obdobje kvantne fizike, ki se je uveljavilo šele leta 1922. Danes se kvant imenuje foton.
Zanimiva se mu je zdela tudi Einsteinova teorija relativnosti, v katere okviru je obravnaval termodinamiko. Nadaljnji korak pri tem pa je naredil Niels Bohr.
Po njem se imenuje Planckova konstanta {\displaystyle h\,}.

## Publikacije
- Planck, M. (1900a). »Über eine Verbesserung der Wienschen Spektralgleichung«. Verhandlungen der Deutschen Physikalischen Gesellschaft. 2: 202–204. Prevedeno v ter Haar, Dirk, ur. (1967). »On an Improvement of Wien's Equation for the Spectrum«. The Old Quantum Theory (PDF). Pergamon Press. str. 79–81. LCCN 66029628.
- Planck, M. (1900b). »Zur Theorie des Gesetzes der Energieverteilung im Normalspektrum«. Verhandlungen der Deutschen Physikalischen Gesellschaft. 2: 237. Prevedeno v ter Haar, Dirk, ur. (1967). »On the Theory of the Energy Distribution Law of the Normal Spectrum«. The Old Quantum Theory (PDF). Pergamon Press. str. 82. LCCN 66029628.
- Planck, M. (1900c). »Entropie und Temperatur strahlender Wärme« [Entropy and Temperature of Radiant Heat]. Annalen der Physik. 306 (4): 719–737. Bibcode:1900AnP...306..719P. doi:10.1002/andp.19003060410.
- Planck, M. (1900d). »Über irreversible Strahlungsvorgänge« [On Irreversible Radiation Processes]. Annalen der Physik. 306 (1): 69–122. Bibcode:1900AnP...306...69P. doi:10.1002/andp.19003060105.
- Planck, M. (1901). »Über das Gesetz der Energieverteilung im Normalspektrum«. Annalen der Physik. 309 (3): 553–563. Bibcode:1901AnP...309..553P. doi:10.1002/andp.19013090310. Prevedeno v Ando, K. »On the Law of Distribution of Energy in the Normal Spectrum« (PDF). Arhivirano iz prvotnega spletišča (PDF) dne 22. februarja 2015. Pridobljeno 13. oktobra 2011.
- Planck, M. (1903). Treatise on Thermodynamics. Ogg, A. (transl.). London: Longmans, Green & Co. OL 7246691M.
- Planck, M. (1906). Vorlesungen über die Theorie der Wärmestrahlung. Leipzig: J.A. Barth. LCCN 07004527.
- Planck, M. (1914). The Theory of Heat Radiation. Masius, M. (transl.) (2. izd.). P. Blakiston's Son & Co. OL 7154661M.
- Planck, M. (1915). Eight Lectures on Theoretical Physics. Wills, A. P. (transl.). Dover Publications. ISBN 0-486-69730-4.
- Planck, M. (1943). »Zur Geschichte der Auffindung des physikalischen Wirkungsquantums«. Naturwissenschaften. 31 (14–15): 153–159. Bibcode:1943NW.....31..153P. doi:10.1007/BF01475738.